# Ostayır
Ostayır è un comune dell'Azerbaigian situato nel distretto di Yardımlı. Conta una popolazione di 1 611 abitanti.